# Instant Star
Instant Star è una serie televisiva canadese vincitrice di Gemini Award, la cui protagonista era Alexz Johnson nel ruolo di Jude Harrison, un'adolescente vincitrice di un concorso musicale chiamato "Instant Star". Dopo la sua uscita, la popolarità della serie crebbe tra gli adolescenti, specialmente in Canada, negli Stati Uniti e in Italia. Lo show racconta dell'esperienza di Jude nell'industria musicale concentrandosi anche sullo sviluppo emotivo dei personaggi.
Linda Schuyler e Stephen Stohn della Epitome Pictures hanno svolto la funzione di produttori. Il programma ha iniziato ad andare in onda sull'emittente CTV in Canada, prima di passare al canale americano The N che, dopo aver replicato la prima, ne ha prodotto altre tre ulteriori stagioni che ha trasmesso in prima visione assoluta, venendo poi queste ultime replicate solo in un secondo momento sul canale canadese CTV. Lo show divenne così la seconda serie più popolare di The N dopo Degrassi: The Next Generation.
Furono prodotte quattro stagioni dello show, ognuna composta da 13 episodi. CTV e The N ritirarono i fondi al termine della quarta stagione in seguito alla decisione dei produttori di porre fine alla serie; in realtà il telefilm avrebbe dovuto concludersi con la quinta stagione. Dopo questo annuncio, i fans della serie hanno aperto una petizione per salvare la serie con l'obiettivo di oltre 100.000 firme.. La quarta stagione finale della serie è terminata negli USA il 26 giugno 2008.
In Italia è andata in onda, in anteprima esclusiva, dal 4 settembre 2006 su Italia 1; repliche della serie sono andate in onda sul canale La 5.

## Trama
Jude Harrison (Alexz Johnson) è una quindicenne liceale che ama cantare e scrivere musica. Jude realizza il suo sogno di diventare una rock star vincendo un concorso discografico chiamato appunto Instant star. La vittoria le consente di stipulare un contratto con una casa discografica che le affida come produttore Tommy Q (Tim Rozon), ex componente degli ormai sciolti "Boys Attack", boyband di grande successo.
Jude prende una cotta per Tommy ma il ragazzo, nonostante sia affascinato dalla bravura della nuova star, è consapevole del fatto che lei ha solo quindici anni.
Tommy si fidanza così con Sadie (Laura Vandervoort), la sorella maggiore di Jude, e tra le due nasce una rivalità e una gelosia, che sembrerà attenuarsi con l'arrivo di Shay (Matthew G. Brown), famoso cantante hip-hop, che si innamora di Jude (sarà lui a darle il suo primo vero bacio). Ben presto Shay però spezza il cuore a Jude mettendosi con la più grande e perfida rivale della ragazza e Jude verrà ridicolizzata davanti a parenti e amici alla festa del suo 16ºcompleanno, in diretta tv. Ci sarà poi Tommy a consolarla con un romantico bacio sotto la pioggia, che però non attenuerà le paure e i timori del ragazzo verso una loro relazione.
Nel frattempo, i genitori di Jude e Sadie decidono di divorziare, gettando le ragazze nella disperazione.
Kat (Barbara Mamabolo), la migliore amica di Jude, si fidanzerà con Jamie (Kristopher Turner),che da sempre è il migliore amico di Jude e che era sempre stato innamorato segretamente della cantante. Sarà proprio lei a rubarlo all'amica per gelosia ma poco dopo se ne andrà con Spiederman (Tyler Kyte), il chitarrista della sua band. Nel cuore di Jude però c'è sempre Tommy: durante la sua festa di compleanno tra Jude e Tommy, rimasti soli, si riaccende la fiamma, ma proprio quando il loro amore sembra finalmente decollare Tommy, sconvolto da una misteriosa notizia, lascia in fretta e furia la città.
Jude è alle prese con la selezione della nuova "Instant Star" dell'anno, eppure quello che la tormenta di più è dove sia finito Tommy. Così lo si vedrà spuntare alla fine dell'episodio, ma non solo, ha infatti con sé una bambina, che Jude crede essere di Tommy. Da allora Jude intraprende la politica dello scontro con Tommy, che impazzirà per questo atteggiamento della ragazza mentre vorrebbe trovare il modo per stare finalmente con lei.
Eppure, dopo chiarimenti e parole e canzoni, anche loro avranno la loro occasione. Sarà infatti, alla vigilia del diciottesimo compleanno di Jude che Tommy si farà avanti cantandole una canzone, scritta per lei. Ma ancora una volta il gioco degli eventi non sarà dalla loro parte; Tommy dovrà affrontare il passato, e nel farlo rischierà di perdere Jude.

## Personaggi e interpreti

### Personaggi principali
- Jude Harrison (stagioni 1-4), interpretata da Alexz Johnson, doppiata da Gemma Donati.
- Tom "Tommy Q" Quincy (stagioni 1-4), interpretato da Tim Rozon, doppiato da Stefano Crescentini.
- Sadie Harrison (stagioni 1-4), interpretata da Laura Vandervoort, doppiata da Domitilla D'Amico.
- Jamie Andrews (stagioni 1-4), interpretato da Kristopher Turner, doppiato da Davide Perino.
- Stuart Harrison (stagioni 1-4), interpretato da Simon Reynolds, doppiato da Mauro Gravina.
- Darius Mills (stagioni 1-4), interpretato da Wes Williams, doppiato da Fabio Boccanera.
- Kwest (stagioni 1-4), interpretato da Mark Taylor, doppiato da Alessandro Tiberi.
- Vincent Spiederman (stagioni 1-4), interpretato da Tyler Kyte, doppiato da Flavio Aquilone.

### Personaggi ricorrenti
- Kyle Bateman, interpretato da Ian Blackwood, doppiato da Alessio De Filippis.
- Wally Robbins, interpretato da Christopher Gaudet.
- Eden Taylor, interpretata da Katrina Matthews.
- Shay Mills, interpretato da Matthew G. Brown, doppiato da Nanni Baldini.
- E.J. Li, interpretato da Andrea Lui.
- Georgia Bevans, interpretata da Tracy Waterhouse, doppiata da Laura Boccanera.
- Katarina "Kat" Benton, interpretata da Barbara Mamabolo, doppiata da Letizia Ciampa.
- Victoria Harrison, interpretata da Jane Sowerby, doppiata da Antonella Rinaldi.
- Portia Mills, interpretata da Miku Graham, doppiata da Rachele Paolelli.
- Mason Fox, interpretato da Nicholas Rose.
- Liam Fenway, interpretato da Vincent Walsh, doppiato da Marco De Risi.
- Patsy Sewer, interpretata da Zoie Palmer, doppiata da Tatiana Dessi.
- Karma, interpretata da Cory Lee, doppiata da Perla Liberatori.
- Paegan Smith, interpretato da Craig Warnock, doppiato da Franco Mannella.
- Hunter, interpretato da Corey Sevier.
- Blu, interpretata da Cassie Steele, doppiata da Francesca Manicone.
- Milo Keegan, interpretato da Kyle Riabko.
- Zeppelin Dyer, interpretata da Tatiana Maslany, doppiata da Francesca Rinaldi.
- Megan, interpretata da Kristin Fairlie, doppiata da Valentina Mari.
- Thurman, interpretato da Clé Bennett, doppiato da Ludovico Versino.

## Struttura della serie
In ogni episodio della serie, Jude Harrison deve affrontare i problemi e le sfide sia della sua carriera musicale che della sua vita personale, e di come esse si confondano tra loro. Jude affronta inoltre i drammi e le scelte nella sua vita amorosa dividendo i suoi sentimenti tra Tommy Q., Jamie, Spiederman e Shay, mentre deve anche incidere con la "G-Major Records". Queste persone sono importanti per la sua musica e sono ciò che tiene insieme i pezzi della sua vita. I momenti migliori di Jude sono quelli in cui lavora con altre persone ed esegue la sua musica; in aggiunta alla musica e gli amori, la serie esplora anche la vita delle persone che la circondano.

## Musica
Ogni episodio della serie vede una nuova canzone eseguita da Alexz Johnson. Di solito, la canzone tratta di qualcosa che avviene durante l'episodio, tuttavia, in alcuni episodi, non c'è una spiegazione diretta per il testo delle medesime (nella versione italiana, scorrono i sottotitoli tradotti dei testi per renderne il significato agli spettatori). In alcuni episodi si possono ascoltare più di una canzone, ma c'è una sola canzone per episodio che verrà inclusa nella colonna sonora di quella stagione; di conseguenza, poiché ci sono 13 episodi per ogni stagione, ci sono 13 canzoni per ogni colonna sonora. Una delle canzoni, Perfect, è stata scritta dalla cantante canadese Lights.
Alexz Johnson esegue tutti i brani delle prime due colonne sonore, co-scrivendo anche i testi di alcune di esse insieme al fratello Brendan. Per la terza e quarta colonna sonora invece, è stato rivelato che Alexz non eseguirà tutti i brani in esse contenute, a causa dell'imminente uscita dell'album da solista della Johnson.

## Programmazione e ascolti
Sia in Canada che negli Stati Uniti d'America la serie ha ottenuto buoni ascolti e un buon giudizio dalla critica.
In Italia le prime due stagioni sono state trasmesse in onda su Italia Uno alle 15:55 dal lunedì al venerdì, la prima dal 4 settembre 2006 al 20 settembre 2006, mentre la seconda dal 21 settembre 2006 al 9 ottobre 2006, anche in Italia le prime due stagioni hanno registrato buoni ascolti pomeridiani (circa il 15% di share televisivo). In Italia la terza stagione è stata trasmessa sempre su Italia Uno alle 15.00 dal 4 gennaio 2008 con doppi episodi ed è terminata l'11 gennaio 2008. La quarta stagione del telefilm venne proposta qualche anno dopo, nel 2011, in orario notturno saltando, tra l'altro, anche un episodio recuperato poi l'anno successivo dal canale La 5.

## Premi
Nel 2005, dopo la prima stagione, Instant Star venne nominato a tre Gemini Awards nella categoria "Miglior programma o serie per bambini o ragazzi". Le nomination includevano: (1) Miglior Serie; (2) Miglior Performance (Jude Harrison); (3) Miglior Direzione (Graeme Campbel). Lo show vinse il premio come Miglio Direzione per l'episodio "L'imperatore dell'Hip Hop".
Il 28 agosto 2007 lo show ricevette altre tre nomination ai Gemini Awards nella categoria "Miglior programma o serie per bambini o ragazzi". Alexz Johnson fu nuovamente nominata nella categoria "Miglior Performance" (Sopravvalutata) e lo show ricevette altre due nomination come "Miglior direzione" (Graeme Cambell - Sopravvalutata) e Pat Williams - La mia migliore amica).

## Episodi
| Stagione         | Episodi | Prima TV originale | Prima TV Italia |
| ---------------- | ------- | ------------------ | --------------- |
| Prima stagione   | 13      | 2004-2005          | 2006            |
| Seconda stagione | 13      | 2006               | 2006            |
| Terza stagione   | 13      | 2007               | 2008            |
| Quarta stagione  | 13      | 2008               | 2011-2012       |

## Colonna sonora
Dal telefilm sono stati estratti quattro album di inediti e un greatest hits.
Songs from Instant Star
Songs from Instant Star Two
Songs from Instant Star Three
Songs from Instant Star Four
Instant Star: Greatest Hits

## Le emittenti nel mondo
Instant Star è diffusa in oltre 120 paesi.
- Italia: Italia 1
- Australia: Nickelodeon
- Austria: ORF
- Belgio: Ketnet
- Brasile: Multishow
- Bulgaria: NovaTV
- Canada: CTV
- Francia: FillesTV, Europe2 TV
- Germania: VIVA
- Ungheria: Viasat3
- Lituania: Tango TV
- Malaysia: 8TV
- Messico: MTV Latin America
- Nuova Zelanda: TV2
- Norvegia: TVNorge
- Polonia: ZigZap
- Portogallo: MTV Portugal
- Russia: MTV Russia
- Sudafrica: GO
- Spagna: MTV Spain
- USA: The N
- Venezuela: Televen